# Carmen Marton
Carmen Marton (ur. 30 czerwca 1986) – australijska zawodniczka taekwondo pochodząca z Melbourne w Australii. Jest pierwszą australijską mistrzynią świata w taekwondo.
Marton ma polskie korzenie, ponieważ jej rodzice urodzili się w Polsce. Jej rodzice, rodzeństwo i partner są lub byli sportowcami taekwondo.

## Kariera

### Kariera młodzieżowa
W karierze juniorskiej Marton osiągnęła liczne sukcesy, m.in.:
- Zdobyła srebro na juniorskich mistrzostwach Azji w 2001 i 2003 roku.
- W wieku 14 lat została najmłodszą zawodniczką z Australii, która dostała się do reprezentacji narodowej, a następnie wzięła udział w Pucharze Świata Taekwondo w Wietnamie[7].
- W wieku 15 lat zapewniła sobie miejsce w drużynie narodowej seniorów startującej w Mistrzostwach Świata 2001 w Czedżu w Korei.
- W 2002 roku, w wieku 16 lat, zdobyła srebrny medal na Pucharze Świata w Tokio w Japonii w kategorii <59 kg.
- W 2004 roku zdobyła brąz na mistrzostwach Azji w Seulu w Korei w kategorii <63 kg.
- W 2005 roku zdobyła brąz na World Taekwondo Championships w Madrycie w Hiszpanii w kategorii lekkiej.
- W 2007 roku zdobyła brąz na Olympic Test w kategorii wagowej +67 kg.

### Kariera seniorska
W karierze seniorskiej Marton brała udział w:
- Mistrzostwach Świata Taekwondo w 2007 rywalizując w kategorii wagi do 55 kg i wagi półśredniej, wygrywając dwie walki
- Mistrzostwach Świata Taekwondo w 2009 kończąc w 16 rundzie
- Mistrzostwach Świata Taekwondo 2011 w kategorii lekkiej, przegrywając z Mariną Sumić w ćwierćfinały[8].

W 2011 Marton zdobyła brąz na Uniwersjadzie w Shenzhen w Chinach.
W sierpniu 2011 wygrała Oceania Olympic Qualification Tournament, dzięki czemu zakwalifikowała się do Igrzysk Olimpijskich 2012 w kategorii +67 kg, na których przegrała z Natalią Falavigna w ćwierćfinale.
W 2013 Marton zdobyła złoty medal na Mistrzostwach Świata w Taekwondo w kategorii lekkiej kobiet, stając się pierwszą w historii mistrzynią świata w taekwondo w Australii.
Wraz z siostrą, bratem i partnerem, zdobyła złoto na Igrzyskach Pacyfiku w 2015 roku.

## Osiągnięcia
| Rok  | Turniej                             | Miejsce                | Waga | Wynik      |
| ---- | ----------------------------------- | ---------------------- | ---- | ---------- |
| 2000 | Mistrzostwa świata                  | Killarney              | -55  |            |
| 2001 | Puchar Świata                       | Ho Chi Minh            | -55  |            |
| 2001 | Mistrzostwa Azji                    | Zhanghua               | -55  | 2. miejsce |
| 2001 | Mistrzostwa świata                  | Czedżu                 | -55  |            |
| 2002 | Puchar Świata                       | Tokio                  | -59  | 2. miejsce |
| 2002 | Mistrzostwa świata                  | Heraklion              | -59  |            |
| 2003 | Mistrzostwa Azji                    | Ho Chi Minh            | -59  | 2. miejsce |
| 2003 | Mistrzostwa świata                  | Garmisch-Partenkirchen | -59  |            |
| 2003 | Olympic Games Qualification World   | Paryż                  | -57  |            |
| 2004 | Mistrzostwa Azji                    | Seongnam               | -63  | 3. miejsce |
| 2005 | Mistrzostwa świata                  | Madryt                 | -63  | 3. miejsce |
| 2005 | Uniwersjada                         | Izmir                  | -63  |            |
| 2006 | French Open (Paris Open)            | Paryż                  | -67  | 1. miejsce |
| 2007 | Dutch Open                          | Eindhoven              | -72  | 2. miejsce |
| 2007 | German Open                         | Bonn                   | -72  | 2. miejsce |
| 2007 | Mistrzostwa świata                  | Pekin                  | -67  |            |
| 2007 | Olympic Games Qualification World   | Manchester             | +67  |            |
| 2008 | Igrzyska Olimpijskie                | Pekin                  | +67  |            |
| 2009 | Mistrzostwa świata                  | Kopenhaga              | -62  |            |
| 2011 | Mistrzostwa świata                  | Gyeongju               | -62  |            |
| 2011 | Olympic Games Qualification World   | Baku                   | -67  |            |
| 2011 | Uniwersjada                         | Shenzhen               | -62  | 3. miejsce |
| 2011 | Olympic Games Qualification Oceania | Noumea                 | -67  | 1. miejsce |
| 2012 | US Open                             | Las Vegas              | -67  | 3. miejsce |
| 2012 | Dutch Open                          | Eindhoven              | -62  | 1. miejsce |
| 2012 | Spanish Open                        | Alicante               | -67  | 3. miejsce |
| 2012 | Akademickie Mistrzostwa Świata      | Pocheon                | -67  | 3. miejsce |
| 2012 | Igrzyska Olimpijskie                | Londyn                 | -67  |            |
| 2013 | Mistrzostwa świata                  | Puebla                 | -62  | 1. miejsce |
| 2013 | Costa Rica Open                     | San José               | -62  | 2. miejsce |
| 2013 | Grand Prix                          | Manchester             | -67  |            |
| 2014 | Canada Open                         | Montreal               | -62  | 3. miejsce |
| 2014 | Grand Prix                          | Suzhou                 | -67  |            |
| 2014 | Australia Open                      | Sydney                 | -62  | 2. miejsce |
| 2014 | Grand Prix                          | Astana                 | -67  |            |
| 2015 | Alexandria Open                     | Aleksandria            | -62  | 3. miejsce |
| 2015 | Swiss Open                          | Montreaux              | -62  | 3. miejsce |
| 2015 | Mistrzostwa świata                  | Czelabińsk             | -62  |            |
| 2015 | Australia Open                      | Melbourne              | -62  | 3. miejsce |
| 2015 | Igrzyska Pacyfiku                   | Port Moresby           | -62  | 1. miejsce |
| 2015 | Grand Prix                          | Moskwa                 | -67  |            |
| 2015 | Indonesia Open                      | Pekanbaru              | -62  | 1. miejsce |
| 2015 | Grand Prix                          | Samsun                 | -67  |            |
| 2015 | Serbia Open                         | Belgrad                | -67  | 3. miejsce |
| 2015 | Grand Prix                          | Manchester             | -67  |            |
| 2016 | Olympic Games Qualification Oceania | Port Moresby           | -67  | 1. miejsce |
| 2016 | Spanish Open                        | Benicasim              | -67  | 3. miejsce |
| 2016 | Greece Open                         | Saloniki               | -67  | 3. miejsce |
| 2016 | Igrzyska Olimpijskie                | Rio de Janeiro         | -67  |            |
| 2016 | Grand Prix                          | Baku                   | -67  |            |
| 2017 | Mistrzostwa świata                  | Muju                   | -57  |            |
| 2018 | WT Presidents Cup – Oceania         | Mahina                 | -57  | 1. miejsce |
| 2018 | Oceania Championship                | Mahina                 | -57  | 3. miejsce |
| 2018 | Croatia Open                        | Zagrzeb                | -62  | 2. miejsce |
| 2018 | French Open (Paris Open)            | Paryż                  | -62  | 3. miejsce |
| 2018 | Israel Open                         | Ramla                  | -62  | 2. miejsce |
| 2019 | Mistrzostwa świata                  | Manchester             | -53  |            |
| 2019 | Igrzyska Pacyfiku                   | Apia                   | -57  | 1. miejsce |
| 2019 | Oceania Championship                | Apia                   | -57  | 1. miejsce |
| 2019 | Grand Prix                          | Chiba                  | -57  |            |
| 2019 | Grand Prix                          | Sofia                  | -57  |            |
| 2019 | Croatia Open                        | Zagrzeb                | -57  | 3. miejsce |

## Życie prywatne
Marton jest zaręczona z innym olimpijskim zawodnikiem taekwondo – Safwan Khalil, którego poznała, gdy była jeszcze nastolatką.
Marton urodziła się i wychowała jako katoliczka, ale w 2009 roku przeszła na islam.
Ojciec Marton jest polskim trenerem taekwondo i to on zapoznał ją ze sportem. Ma brata Jacka i siostrę Caroline Marton, którzy są również jej partnerami treningowymi i których sama określa jako światowej klasy sportowców.
Zdobyła licencjat z nauk ścisłych i sportu na Deakin University.